# Drôle de tendresse
Drôle de tendresse (2004) est le troisième roman de l'auteure canadienne Miriam Toews. Le roman a remporté le Prix du Gouverneur général : romans et nouvelles de langue anglaise, le prix CBA Libris Fiction et le prix Canada Reads de la CBC.

## Intrigue
Le roman se déroule dans une petite ville mennonite religieuse appelée East Village, une version romancée de la ville natale de l'autrice, Steinbach, au Manitoba. La narratrice est Nomi Nickel, une adolescente de 16 ans surprenante, fière et sardonique qui rêve de trainer avec Lou Reed dans le « vrai » East Village de New York. Elle vit seule avec son père, Ray Nickel, un homme triste et un membre dévoué de l'église mennonite. Nomi, en revanche, est curieuse de nature et ses questions compulsives l’amènent à défier les différentes autorités de la ville, notamment Hans Rosenfeldt, le pasteur moralisateur de l'église.
Malgré le départ de sa soeur ainée,Tash, qui a quitté la ville trois ans plus tôt avec son petit ami, Ian ; et celui de sa mère, Trudie, dont les circonstances du départ sont plus mystérieuses ; Nomi reste à East Village par fidélité envers son père.
Nomi sait qu'une fois diplômée du lycée, elle devra travailler dans une usine de transformation de poulets, épouser un garçon de la communauté et devenir une « bonne personne ».
Elle développe une relation avec Travis, qui n'est finalement pas la personne qu'il semble être. Elle rend visite à sa bonne amie Lydia à l'hôpital, où elle se retrouve confrontée au personnel de l'hôpital. À l'école, elle est accueillie avec confusion et colère par M. Quiring et d'autres enseignants et administrateurs. Lorsque Nomi s'indigne et enrage, elle est ignorée ou dénigrée. La tragédie de Nomi est la lente prise de conscience que non seulement elle ne parviendra pas à réunir sa famille, mais qu'elle devra également changer sa nature pour trouver une place dans la ville qu'elle aime. À la fin, son père Ray fait un sacrifice héroïque pour qu'elle puisse être libre.

## Personnages principaux
- Nomi Nickel – La protagoniste de seize ans. Elle vit dans une communauté mennonite. Elle est pleine de curiosité et sa sœur l'appelle « Tête chercheuse», mais son empressement à comprendre est interprété comme un défi, une critique ou une subversion délibérée.
- Raymond « Ray » Nickel – Le père calme et réservé de Nomi. Il survit au conformisme impitoyable de l'East Village en suivant la ligne et en essayant d'être un citoyen parfait. Il est déconcerté par sa femme et ses filles moins obéissantes, mais leur est très dévoué. Inévitablement, il se retrouve pris entre les « lois » de la ville et son amour pour sa famille.
- Natasha « Tash » Dawn Nickel – La sœur aînée de Nomi. Elle rejette la communauté de l’East Village et ses valeurs. Elle ne se laisse pas déranger par la désapprobation de qui que ce soit. Elle et son petit ami, Ian, quittent la ville dans sa camionnette Econoline, en direction de la Californie.
- Gertrude « Trudie » Dora Nickel – La mère de Nomi et la sœur du pasteur Rosenfeldt. Elle est submergée par la pression qui l’oblige à être une épouse et une citoyenne modèle ; ses tentatives de se confronter au « système » ne font qu’accroître son sentiment d’être piégée. Elle quitte la ville peu de temps après Natasha.
- Travis – L'ancien petit-ami de Nomi. Il se présente comme un bohème à l'esprit large, mais il se révèle être un citadin conventionnel. Nomi a sa première expérience sexuelle avec lui.
- Hans « La Bouche » Rosenfeldt – L'oncle de Nomi, le frère aîné de sa mère. En tant que pasteur de l’église, il est une présence puissante et autoritaire dans la communauté.
- Lydia « Lids » Voth – La bonne amie de Nomi, issue d’une famille mennonite plus conservatrice. Nomi l’aime parce que, contrairement à tant d’autres dans la communauté, elle ne juge pas les autres. Elle est atteinte d’une maladie mystérieuse que personne ne peut diagnostiquer ou traiter efficacement. Elle est finalement transférée dans un hôpital psychiatrique.

## Récompenses
- Prix littéraires du Gouverneur général 2004 [1]
- Finaliste du prix Giller 2004 [2]
- Prix McNally Robinson du livre de l'année 2004 [3]
- Prix Margaret Laurence de fiction 2004 [3]
- Prix Libris 2005 de l'Association des libraires canadiens pour le livre de fiction de l'année [4]
- Prix du livre canadien pour jeunes adultes 2005 de l'Association canadienne des bibliothèques [5]
- Prix du livre YoungMinds 2005 de Booktrust UK
- Prix littéraire international de Dublin 2006 (liste restreinte) [6]
- Lauréat 2006 du concours CBC <i id="mwWw">Canada Reads</i> [7]

## Lectures complémentaires
- Omhovère, Claire (Automne 2010). « Au-delà de l'horizon : A Complicated Kindness de Miriam Toews et la tradition du roman des Prairies. » Commonwealth, (33:1) 67-79, 124.
- Soper, Ella (janvier 2011). « 'Bonjour, abattoir !' : devenir par le massacre dans A Complicated Kindness de Miriam Toews. » Studies in Canadian Literature (36 : 1), 86–99.
- Steffler, Marguerite (2009). « Fragments et absences : langage et perte dans A Complicated Kindness de Miriam Toews. » Revue d'études canadiennes (43:3), 124–145.
- Wiebe, Christoph, "Vom Scheitern eines 500jährigen Experiments. Miriam Toews' Roman Ein komplizierter Akt der Liebe", dans : Mennonitische Geschichtsblätter, herausgegeben vom Mennonitischen Geschichtsverein, Jg. 63, Bolanden 2006, p. 153-172. (ISBN 3-921881-24-2)Livre 3-921881-24-2